# جوزيف كالهون
جوزيف كالهون (بالإنجليزية: Joseph Calhoun)‏ هو سياسي أمريكي، ولد في 22 أكتوبر 1750 في ستونتون في الولايات المتحدة، وتوفي في 14 أبريل 1817 في الولايات المتحدة. حزبياً، نشط في الحزب الجمهوري الديمقراطي. وقد انتخب عضو مجلس النواب الأمريكي.